# Ward Glacier (glaciär i Antarktis, lat -67,25, long -67,41)
Ward Glacier är en glaciär i Antarktis. Den ligger i Västantarktis. Argentina, Chile och Storbritannien gör anspråk på området. Ward Glacier ligger 785 meter över havet.
Terrängen runt Ward Glacier är kuperad åt sydost, men åt nordväst är den bergig. Trakten är obefolkad. Det finns inga samhällen i närheten.